# Сплендид Палас
Хотел „Сплендид Палас“ в София, преименуван в годините след Деветосептемврийския преврат и национализацията му на хотел „Преспа“, а по-късно и на „Преслав“, е представителен хотел през първата половина на XX век. Сградата му е близнак с хотел „София Палас“, адресът е улица „Триадица“ № 5А, 5Б.
Строителството на сградата с двата хотела започва на 3 май 1910 година. Проектът е дело на архитектите Георги Фингов и Киро Маричков – последния им общ проект. Предполага се, че строителите са от Банско (откъдето са и собствениците), поради белезите на банското жилищно устройство.
Сградата е издигната от два видни банскалийски рода, преселили се в София – братя Хаджиласкови (Иванови) и братя Хадживълчови. Братя Хаджиласкови, от богатия род на хаджи Ласко, натрупват огромно състояние с помощта на високи протекции. Вероятно поради лошата слава, с която се сдобиват (свързват ги и с убийството на Стефан Стамболов, но не е доказано), заменят фамилното си име Хаджиласкови с бащиното Иванови. Хотел „Сплендид Палас“ принадлежи на тях, а хотел „София Палас“ – на братя Хадживълчови и съдружника им Георги Попатанасов.
Описание на хотела прави Мустафа Кемал Ататюрк в спомените си. Той живее в него повече от година, по времето, когато е военен аташе в София. Характеризира го като „комфортен, с баня и прислужници, лакеи – тук може да се живее“ и добавя, че  „танцьорките са от Унгария, освен това на приземния етаж има и казино“. Съдържател на казиното е Панайот Карагьозов, с когото са приятели.
И двата хотела са давани под наем. Вероятно към средата на 20-те години на XX век хотел „Сплендид Палас“ е даден под наем на Иван Кенда.
След Деветосептемврийския преврат сградата е национализирана. Използвана е като хотел (в определени периоди под името „Преспа“ и „Преслав“), като административна сграда, студентско общежитие, по етажите е настанен и „Балкантурист“, а красивото казино на Карагьозов е използвано за стол. След падането на тоталитаризма (1989) сградата е реституирана. Към 2010 година е освежена фасадата на хотела. Характерната ѝ орнаментика вече липсва.